# Прасолов, Виктор Васильевич
Виктор Васильевич Пра́солов (род. 27 мая 1956 года) — российский математик и историк математики, автор многочисленных книг по математике, преподаватель Специализированного учебно-научного центра МГУ. Также является автором статей в журнале «Математическое просвещение».

## Биография
В 1973 году Прасолов закончил СУНЦ МГУ, в 1978 году — механико-математический факультет МГУ, а в 1981 году — аспирантуру МГУ. Некоторое время преподавал в СУНЦ, в 1981 году стал младшим научным сотрудником наро-фоминского отделения ВНИИГеофизика. В 1991 году перешёл в Институт новых технологий, а в 1992 году стал преподавателем математической кафедры Независимого московского университета.

### Задачи по планиметрии
Наиболее известная книга Прасолова — «Задачи по планиметрии», выпущена в 1986 году издательством Наука и переиздавалась 5 раз, в том числе в 2006 году тиражом в 62 тыс. экземпляров. Представляет собой сборник из примерно 1900 задач с решениями, предназначен для профильной и олимпиадной подготовки учеников 7-11 классов.